# Elecciones legislativas de Guatemala de noviembre de 1944
Las elecciones legislativas se realizaron en Guatemala para elegir miembros del Congreso de la República de Guatemala entre el 3 y 5 de noviembre de 1944.

## Elección legislativa
| Partidos y alianzas                                              | Votos     | %    | Asientos |
| ---------------------------------------------------------------- | --------- | ---- | -------- |
| Frente Unido de Partidos Políticos y Asociaciones Cívicas (FUPP) | 310,000   | ??   | 76       |
| Votos válidos totales                                            | ??        | 100% | 76       |
| Votos blancos/nulos                                              | ??        | ??   |          |
| Total                                                            | ??        | ??   |          |
| Votantes registrados                                             | 310.000   | ??   |          |
| Población                                                        | 2.390.000 |      |          |

El FUPP era un frente electoral político. Los partidos principales en el frente son el Frente Democrático Nacional (FND), Frente Popular de Liberación (FPL), Partido Democrático Central (PDC), Partido Social Demócrata (PSD), Partido de Renovación Nacional (PRN), Partido Vanguardia Nacional (PVN).